# Telstar 9
Telstar 9 era um satélite de comunicação geoestacionário da série Telstar que estava programado para ser construído pela Space Systems/Loral e estava planejado para ter sido lançado em 2004, mas a construção do mesmo acabou sendo cancelado.